# Елизабет фон Золмс
Елизабет фон Золмс (на немски: Elisabeth von Solms; † 23 август 1386) е графиня от Золмс-Браунфелс и чрез женитби графиня на Золмс-Кьонигсберг и Золмс в Бургзолмс.

## Произход
Тя е дъщеря на граф Бернхард I фон Золмс-Браунфелс († 1347/1349) и съпругата му Гостия фон Хорстмар-Ахауз († 1347), дъщеря на граф Ото II фон Хорстмар-Ахауз-Отенщайн († 1323/1325) и Магарета фон Гьор († сл. 1333). Сестра е на граф Ото I фон Золмс-Браунфелс († 1410).
Елизабет фон Золмс умира на 23 август 1386 г. и е погребана във Вецлар.

## Фамилия
Първи брак: пр. 1355 г. с граф Филип фон Золмс-Кьонигсберг († 1364/1365), най-възрастният син на граф Райнболд II фон Золмс-Кьонигсберг († 1305/1308) и съпругата му Гизела фон Фалкенщайн († 1313/1314). Тя е втората му съпруга. Бракът е бездетен.
Втори брак: пр. 11 ноември 1367 г. с граф Йохан IV фон Бургзолмс († 7 март 1402), третият син на граф Йохан I фон Золмс († 1354/1356) и съпругата му Ирмгард фон Билщайн († сл. 1371). Те имат децата:
- Йохан V (IV, VI) († между 15 март и 2 септември 1415), граф на Золмс в Бургзолмс, женен ок. 1404 г. за Агнес вилдграфиня в Кирбург, нямат деца
- Катарина I (* ок. 1390; † сл. 2 септември 1415), омъжена пр. 27 юли 1386 г. за граф Йохан IV фон Сайн-Витгенщайн († 1436)
- Катарина фон Золмс II († сл. 1407), омъжена за Йохан фон Витгенщайн